# 富马地罗昔美
富马地罗昔美（商品名：Vumerity）是一种含氮有机化合物，化学式为C11H13NO6，用于治疗复发型多发性硬化症（MS）。